# 650. Infanterie-Division (Wehrmacht)
Die 650. Infanterie-Division war eine deutsche Infanteriedivision im Zweiten Weltkrieg.
Die Division wurde im März 1945 für den Wehrkreis V auf dem Truppenübungsplatz Heuberg als 2. Division der Russischen Befreiungsarmee (ROA) des Generals Wlassow aufgestellt. Die Einheit kam nicht mehr zum Kampfeinsatz und ging auf dem Truppenübungsplatz Münsingen in Westalliierte Kriegsgefangenschaft. Ein Großteil der russischen, ehemaligen Divisionsangehörigen wurden in sowjetische Kriegsgefangenschaft überstellt und z. T. in Russland hingerichtet, wie z. B. der ehemalige Divisionskommandeur Zverev.
Kommandeur war der Generalmajor Grigorij Alexsandrovitj Zverev (1900–1946).
Die Gliederung war:
- Grenadier-Regiment 1651 (nur mit zwei Bataillone)
- Grenadier-Regiment 1652 (nur mit zwei Bataillone)
- Grenadier-Regiment 1653 (nur mit zwei Bataillone)
- Artillerie-Regiment 1650
- Divisions-Einheiten 1650